# Zawierz
Zawierz (niem. Zagern, wcześniej Sawers) – wieś w Polsce, położona w województwie warmińsko-mazurskim, w powiecie braniewskim, w gminie Braniewo.
| SIMC    | Nazwa   | Rodzaj  |
| ------- | ------- | ------- |
| 0148866 | Prątnik | kolonia |

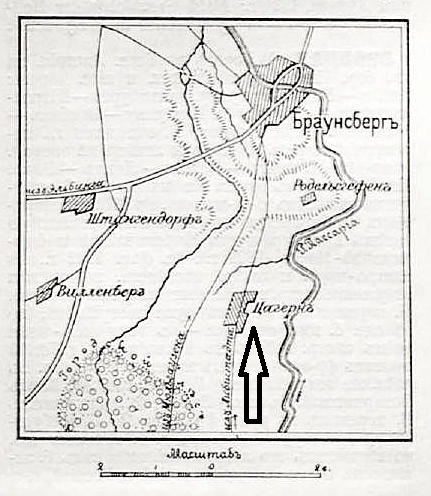
Wieś Zawierz zaznaczona strzałką na mapie z 1911, opublikowanej w Военная энциклопедия (Сытин, 1911—1915)

W latach 1975–1998 wieś administracyjnie należała do województwa elbląskiego. Wieś znajduje się w historycznym regionie Warmia.

## Historia
Wieś, pod nazwą Sawers, była już wzmiankowana w roku 1311.